# Óscar Hernández
Óscar Hernández Pérez (Barcellona, 10 aprile 1978) è un allenatore di tennis ed ex tennista spagnolo.
Ha raggiunto il suo più alto ranking nel singolo l'8 ottobre 2007, con la 48ª posizione, mentre nel doppio ha raggiunto il 90º posto il 27 settembre 2004. Sconfisse a sorpresa il nº 20 ATP Lleyton Hewitt agli Internazionali d'Italia del 2007.  Hernández annunciò il ritiro nel luglio 2011.